# Фуроре
Фуроре (на италиански: Furore) е град и община в Южна Италия.

## География
Фуроре е малък морски курортен град в област (регион) Кампания на провинция Салерно. Разположен е на северния бряг на Салернския залив. На около 50 км в източна посока се намира провинциалния център Салерно. На около 50 км на северозапад е град Неапол. След Фуроре в източна посока (на около 2 км) е малкия курортен град Конка деи Марини. Той е град от Амалфийското крайбрежие. Фуроре се състои от три квартала. Техните имена са Чикала, Чучо и Гата. Население 838 жители към 1 април 2009 г.

## История
Предполага се, че името Фуроре произлиза от думата Фиорд. Първите сведения за града датират от 1752 г. Градът е носител на названието Борги, което се дава в Италия на малки градове с историческа и архитектурна значимост.

## Архитектура
Сградите във Фуроре са разположени амфитеатрално една над друга върху скалист терен. Те са по подобие на повечето сгради в градовете на Амалфийското крайбрежие като са пригодени за наемане на стаи от летовниците. Във Фуроре има три църкви – във всеки квартал по една. Църквата "Сант'Анджело" е в квартал Гата, "Сант'Елия" в квартал Чикала и "Санто Яко" в квартал Чучо.

## Природни забележителности
Сред природните забележителности на Фуроре са фиордите. Тук през 1948 г. италианският кинорежисьор Роберто Роселини снима епизоди от филма „Любовта“ с Ана Маняни. В една от къщите има малък музей, който е посветен на режисьора и актрисата. Над най-големия фиорд има мост на 30-метрова височина, по който минава пътната автомагитстрала на Амалфийското крайбрежие, от който всяко лято се провежда етап от Световното първенство по гмуркане от големи височини.

## Икономика
В миналото във Фуроре овцевъдството е било главен поминък на населението. Днес главен отрасъл в икономиката на Фуроре е морският туризъм.